# Antonio Mateu Lahoz
Antonio Miguel Mateu Lahoz (Valencia, 12 maart 1977) is een Spaans voormalig voetbalscheidsrechter. Hij was tussen 2011 en 2022 in dienst van de FIFA en UEFA. Ook leidde hij van 2008 tot 2023 wedstrijden in de Primera División.
Op 13 september 2008 leidde Mateu Lahoz zijn eerste wedstrijd in de Spaanse nationale competitie. Tijdens het duel tussen Sevilla en Sporting Gijón (4–3 voor de thuisploeg) trok de leidsman driemaal de gele kaart. In Europees verband debuteerde hij tijdens een wedstrijd tussen Dundee United en Śląsk Wrocław in de voorronde van de UEFA Europa League; het eindigde in 3–2 voor Dundee en Mateu Lahoz trok viermaal een gele kaart. Zijn eerste interland floot hij op 26 maart 2011, toen Ecuador met 0–2 verloor van Colombia. Tijdens dit duel toonde Mateu Lahoz alleen de Colombiaanse verdediger Mario Yepes de gele kaart.
In mei 2022 werd hij gekozen als een van de scheidsrechters die actief zouden zijn op het WK 2022 in Qatar. In de kwartfinale daarvan tussen Nederland en Argentinië deelde hij negentien gele kaarten uit. Dit waren er drie meer dan Valentin Ivanov tijdens Nederland-Portugal bij het WK van 2006. Daarmee verbrak Lahoz het record van meeste gele kaarten tijdens een WK-wedstrijd. Drie weken later gaf hij veertien gele en drie rode kaarten in de Derby van Barcelona en verbrak hij het record voor meeste gele kaarten in een wedstrijd in de Primera División. Alle rode kaarten werden binnen twee minuten getrokken. De derde rode kaart werd door de VAR teruggedraaid.. In januari 2023 werd bekend dat hij na het seizoen 2022/23 ging stoppen als scheidsrechter.

## Interlands
| Datum             | Plaats                          | Wedstrijd                             | Uitslag | Competitie             | Kreeg geel | Kreeg voor de tweede keer geel en dus rood | Weggestuurd |
| ----------------- | ------------------------------- | ------------------------------------- | ------- | ---------------------- | ---------- | ------------------------------------------ | ----------- |
| 26 maart 2011     | Madrid, Spanje                  | Ecuador – Colombia                    | 0 – 2   | Vriendschappelijk      | 1          | 0                                          | 0           |
| 10 augustus 2011  | Loulé, Portugal                 | Portugal – Luxemburg                  | 5 – 0   | Vriendschappelijk      | 2          | 0                                          | 0           |
| 11 oktober 2011   | Pescara, Italië                 | Italië – Noord-Ierland                | 3 – 0   | EK 2012 kwalificatie   | 0          | 0                                          | 0           |
| 7 september 2012  | Moskou, Rusland                 | Rusland – Noord-Ierland               | 2 – 0   | WK 2014 kwalificatie   | 4          | 0                                          | 0           |
| 6 februari 2013   | Marbella, Spanje                | IJsland – Rusland                     | 0 – 2   | Vriendschappelijk      | 0          | 0                                          | 0           |
| 10 september 2013 | Oliva, Spanje                   | Canada – Mauritanië                   | 0 – 1   | Vriendschappelijk      | 2          | 1                                          | 0           |
| 19 november 2013  | Mersin, Turkije                 | Turkije – Wit-Rusland                 | 2 – 1   | Vriendschappelijk      | 2          | 0                                          | 0           |
| 29 maart 2014     | Alzira, Spanje                  | Cuba – Indonesië                      | 1 – 0   | Vriendschappelijk      | 0          | 0                                          | 0           |
| 10 oktober 2014   | Sofia, Bulgarije                | Bulgarije – Kroatië                   | 0 – 1   | EK 2016 kwalificatie   | 4          | 0                                          | 0           |
| 16 november 2014  | Haifa, Israël                   | Israël – Bosnië en Herz.              | 3 – 0   | EK 2016 kwalificatie   | 5          | 0                                          | 1           |
| 6 september 2015  | Konya, Turkije                  | Turkije – Nederland                   | 3 – 0   | EK 2016 kwalificatie   | 7          | 0                                          | 0           |
| 13 november 2015  | Saint-Denis, Frankrijk          | Frankrijk – Duitsland                 | 2 – 0   | Vriendschappelijk      | 2          | 0                                          | 0           |
| 29 maart 2016     | Londen, Engeland                | Engeland – Nederland                  | 1 – 2   | Vriendschappelijk      | 1          | 0                                          | 0           |
| 6 september 2016  | Bazel, Zwitserland              | Zwitserland – Portugal                | 2 – 0   | WK 2018 kwalificatie   | 3          | 1                                          | 0           |
| 24 maart 2017     | Zagreb, Kroatië                 | Kroatië – Oekraïne                    | 1 – 0   | WK 2018 kwalificatie   | 1          | 0                                          | 0           |
| 1 september 2017  | Trnava, Slowakije               | Slowakije – Slovenië                  | 1 – 0   | WK 2018 kwalificatie   | 2          | 0                                          | 0           |
| 7 oktober 2017    | Sofia, Bulgarije                | Bulgarije – Frankrijk                 | 0 – 1   | WK 2018 kwalificatie   | 5          | 0                                          | 0           |
| 13 november 2017  | Milaan, Italië                  | Italië – Zweden                       | 0 – 0   | WK 2018 kwalificatie   | 9          | 0                                          | 0           |
| 21 juni 2018      | Samara, Rusland                 | Denemarken – Australië                | 1 – 1   | WK 2018                | 2          | 0                                          | 0           |
| 26 juni 2018      | Rostov aan de Don, Rusland      | IJsland – Kroatië                     | 1 – 2   | WK 2018                | 5          | 0                                          | 0           |
| 10 september 2018 | Riyad, Saoedi-Arabië            | Saoedi-Arabië − Bolivia               | 2 – 2   | Vriendschappelijk      | 7          | 0                                          | 0           |
| 12 oktober 2018   | Brussel, België                 | België – Zwitserland                  | 2 – 1   | Nations League 2018/19 | 0          | 0                                          | 0           |
| 7 juni 2019       | Lviv, Oekraïne                  | Oekraïne – Servië                     | 5 – 0   | EK 2020 kwalificatie   | 2          | 0                                          | 0           |
| 9 september 2019  | Boedapest, Hongarije            | Hongarije – Slowakije                 | 1 – 2   | EK 2020 kwalificatie   | 7          | 1                                          | 0           |
| 13 oktober 2019   | Warschau, Polen                 | Polen – Noord-Ierland                 | 2 – 0   | EK 2020 kwalificatie   | 9          | 0                                          | 0           |
| 14 november 2019  | Londen, Engeland                | Engeland – Montenegro                 | 7 – 0   | EK 2020 kwalificatie   | 1          | 0                                          | 0           |
| 8 oktober 2020    | Sarajevo, Bosnië en Herzegovina | Bosnië en Herzegovina – Noord-Ierland | 1 – 1   | EK 2020 kwalificatie   | 4          | 0                                          | 0           |
| 12 november 2020  | Belgrado, Servië                | Servië – Schotland                    | 1 – 1   | EK 2020 kwalificatie   | 3          | 0                                          | 0           |
| 24 maart 2021     | Ljubljana, Slovenië             | Slovenië – Kroatië                    | 1 – 0   | WK 2022 kwalificatie   | 7          | 0                                          | 0           |
| 12 juni 2021      | Sint-Petersburg, Rusland        | België – Rusland                      | 3 – 0   | EK 2020                | 0          | 0                                          | 0           |
| 18 juni 2021      | Londen, Engeland                | Engeland – Schotland                  | 0 – 0   | EK 2020                | 2          | 0                                          | 0           |
| 23 juni 2021      | Boedapest, Hongarije            | Portugal – Frankrijk                  | 2 – 2   | EK 2020                | 4          | 0                                          | 0           |
| 8 september 2021  | Skopje, Noord-Macedonië         | Noord-Macedonië – Roemenië            | 0 – 0   | WK 2022 kwalificatie   | 4          | 0                                          | 0           |
| 8 oktober 2021    | Kazan, Rusland                  | Rusland – Slowakije                   | 1 – 0   | WK 2022 kwalificatie   | 3          | 0                                          | 0           |
| 16 november 2021  | Zenica, Bosnië en Herzegovina   | Bosnië en Herzegovina – Oekraïne      | 0 – 2   | WK 2022 kwalificatie   | 3          | 0                                          | 0           |
| 5 juni 2022       | Cardiff, Wales                  | Wales – Oekraïne                      | 1 – 0   | WK 2022 kwalificatie   | 5          | 0                                          | 0           |
| 27 september 2022 | Oslo, Noorwegen                 | Noorwegen – Servië                    | 0 – 2   | Nations League 2022/23 | 2          | 0                                          | 0           |
| 25 november 2022  | Doha, Qatar                     | Qatar – Senegal                       | 1 – 3   | WK 2022                | 6          | 0                                          | 0           |
| 29 november 2022  | Doha, Qatar                     | Iran – Verenigde Staten               | 0 – 1   | WK 2022                | 4          | 0                                          | 0           |
| 9 december 2022   | Lusail, Qatar                   | Nederland – Argentinië                | 2 – 2   | WK 2022                | 16         | 1                                          | 0           |
| 19 juni 2023      | Saint-Denis, Frankrijk          | Frankrijk – Griekenland               | 1 – 0   | EK 2024 kwalificatie   | 4          | 0                                          | 1           |